# یلیزاوتا شاه‌خاتونی
یلیزاوتا آوتی شاه‌خاتونی (ارمنی: Ելիզավետա Ավետի Շահխաթունի؛ انگلیسی: Elizaveta Shahkhatuni; ۲۲ دسامبر ۱۹۱۱ – ۲۸ اکتبر ۲۰۱۱) مهندس اهل ارمنستان بود.

## زندگی‌نامه
وی در ۲۲ دسامبر ۱۹۱۱ در ایروان به دنیا آمد و از دانشگاه دولتی ایروان و en:Moscow Aviation Institute فارغ‌التحصیل گشت. وی همچنین برنده جوایزی همچون جایزه لنین، نشان پرچم سرخ کار و نشان لنین شد. وی در ۲۸ اکتبر ۲۰۱۱ در سن ۹۹ سالگی در کی‌یف درگذشت و در قبرستان بیکوف به خاک سپرده شد.

## نگارخانه

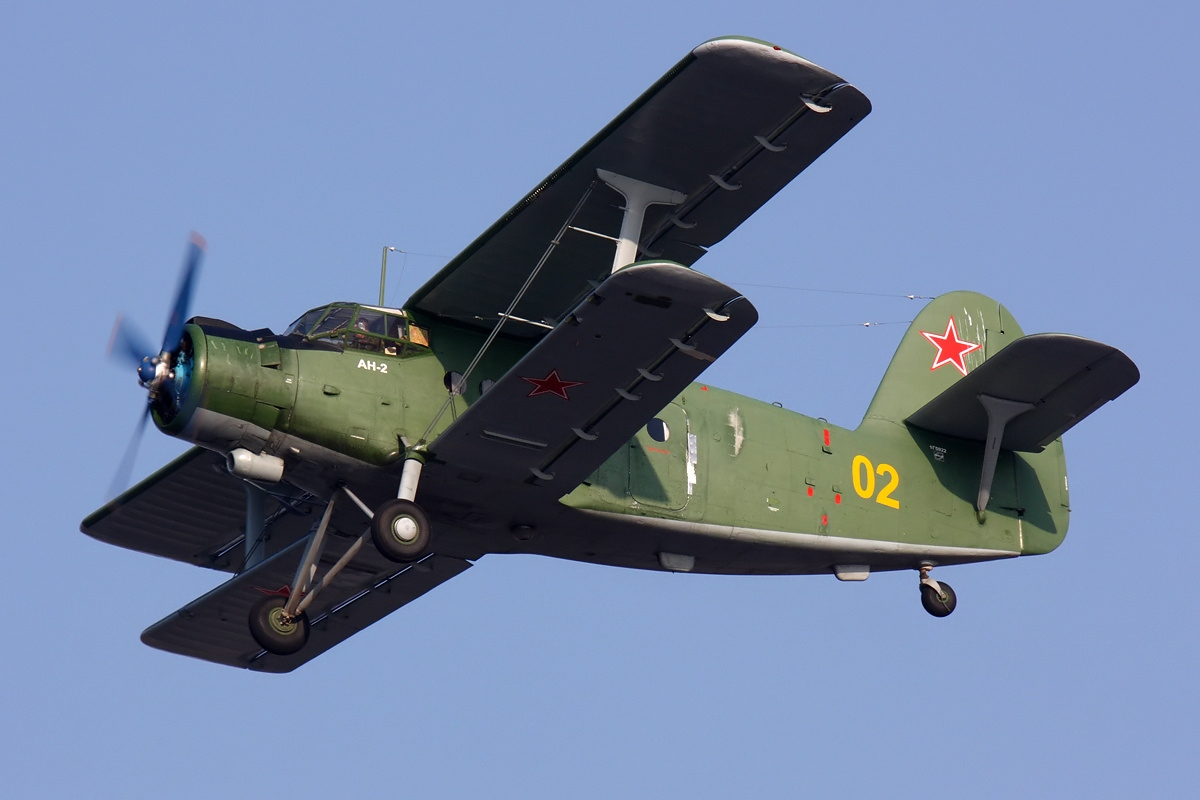